# 马尔库斯·弗尔维乌斯·弗拉库斯 (前125年执政官)
马尔库斯·弗尔维乌斯·弗拉库斯（拉丁語：Marcus Fulvius Flaccus，？—前121年）是一位罗马元老，也是格拉古兄弟的盟友。前130年他成为主管土地改革的行政官员，为解决盟友之间的土地分配问题，他提议授予盟邦公民以罗马公民身份，从而提出此后困扰罗马政治多年的问题。前125年被选为执政官后，他被元老院指派协助马赛对抗萨鲁威人的掠夺。他在战争中第一个击败山北利古里亚人，于前123年返回并获得了一场凯旋式。
弗拉库斯于前129年被指派为负责土地改革的委员会的成员。前122年成为保民官，协助盖约·格拉古实施修订过的拉丁城邦公民政策，使其成为唯一一位担任保民官职务的前执政官。
他还在迦太基的废墟上建立了新的罗马殖民地科洛尼亚朱诺尼亚（Colonia Junonia）。当他于前121年与格拉古连任失败后，弗拉库斯在阿文提诺山发动群众抗议，但是时任执政官卢基乌斯·奥皮米乌斯将其残酷镇压，把弗拉库斯以及其他许多人杀死，并迫使格拉古自杀。
普魯塔克形容他是天生的煽动者。西塞罗形容弗拉库斯作为演说家天赋中等，并评论称他的著作表明他是学习书信的学生，而非演说家。
弗拉库斯至少有两个儿子：大儿子可能依古罗马人命名习俗，跟随父亲以马尔库斯·弗尔维乌斯·弗拉库斯为名，他被发现藏身于一处废弃的浴缸或作坊后边，而后与父亲一起被处决；小儿子昆图斯·弗拉维乌斯·弗拉库斯（Quintus Fulvius Flaccus）只是为父亲和格拉古打头阵，也被处决，卢基乌斯·奥皮米乌斯允许他自行选取死亡的方式。